# 天婦羅

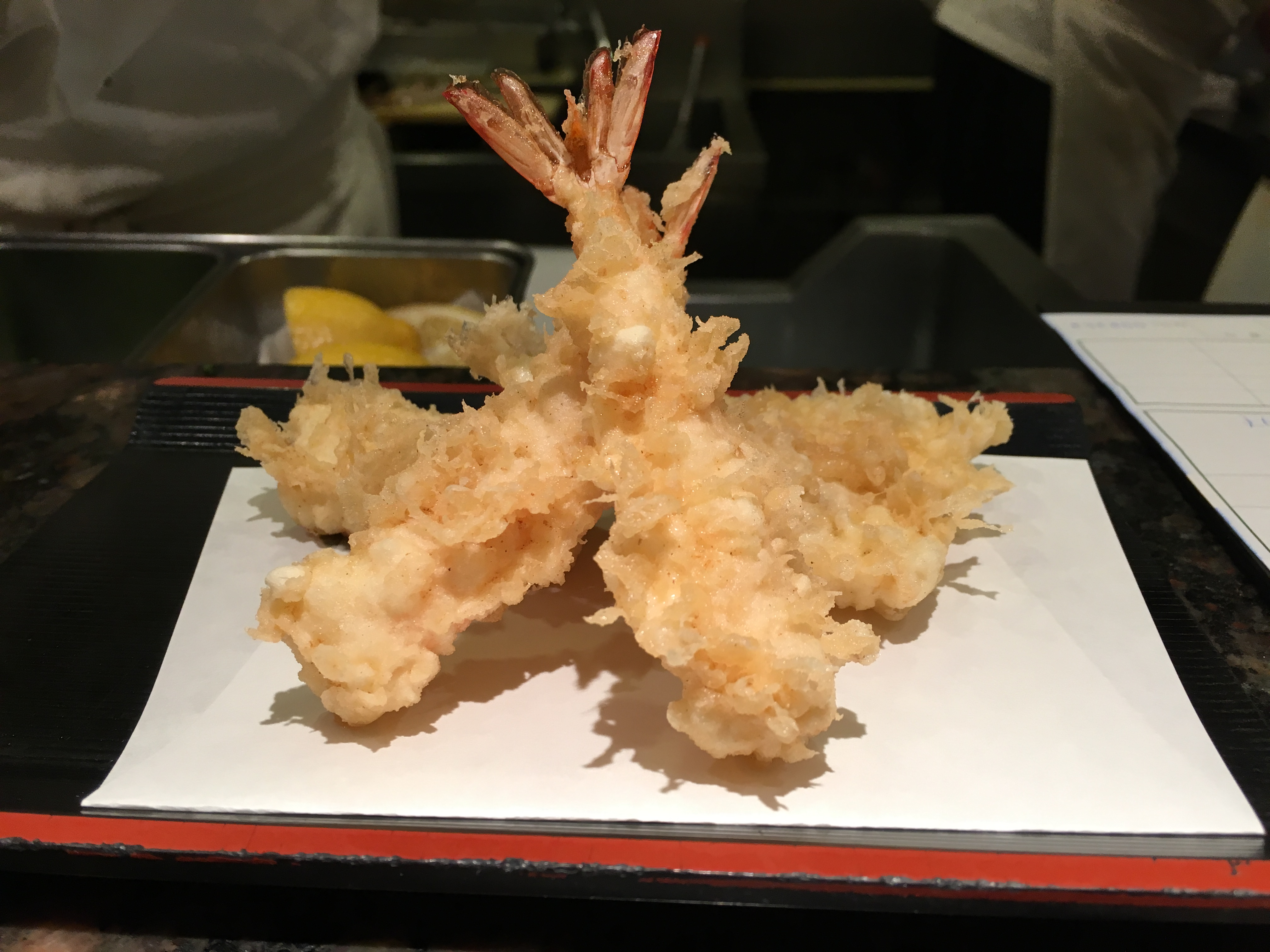
炸蝦天婦羅

天婦羅（日语：／ tenpuraⓘ），又譯日式炸蝦，是指日本的一種裹麵糊的油炸食品，一般指炸蝦，但也可以指油炸的魚類、貝類、魷魚或番薯、地瓜葉、海苔、蓮藕等蔬菜。就像日本的大多數食物一樣，天婦羅的原型並不是日本料理，而是葡萄牙菜中的一個叫花園魚的菜，經過日本人改造後逐漸變為日本風格的食品。
传统的日式天婦羅是用海产或蔬菜裹上厚重的小麥粉和木薯粉的漿油炸，粉漿一般只會用水調和，也有高級料理會加入蛋黃、蛋清、醬油、味噌來增加風味。關西的天婦羅中有一種叫做“薩摩炸魚餅”的種類，在台灣日治時代引進，稱為「甜不辣」。

## 語源
“天婦羅”一詞是葡萄牙語的tempero的日式漢字寫法，在葡萄牙有極度類似的食物。是由16世紀時的葡萄牙傳教士傳入日本，當初是葡萄牙人在大齋期（Lent，天主教節日，指復活節六個半星期以前）期間因禁吃獸肉，只能食用海鮮，而以吃魚代替肉而烹煮的一種食物。其中，拉丁文的「ad tempora quadragesima」就是「在四旬齋期間」的意思。後來在日本逐漸流行起來。

## 历史
16世纪时，葡萄牙阿兰特茹的传教士和商人将裹面粉和鸡蛋糊油炸的烹调方法传入日本长崎。
天妇罗首次出现在文献中，是在1669年（宽文9年）的《食道记》。一般认为，最先记载天妇罗制作方法的文献，是1748年出版的《歌仙の組糸》或1746年出版的《里白精味集》。但是，详细记载现代的天妇罗料理方法却是在1671年出版的料理献立抄中。

## 簡介

### 日本關東
關東的天婦羅一般會油炸完整的魚、貝和蔬菜，小麥粉裡面也通常會混合蛋汁，在臺灣會把這種類型的天婦羅根據日本漢字而叫做天婦羅，一般只在餐廳中販賣。
關東天婦羅用的海鮮比例高，以芝麻油炸（有時會混進大豆油），油溫不高，需要的時間長，油脂味和醬油味都非常濃厚。

### 日本關西
除了一般常見的天婦羅，薩摩炸魚餅在近畿關西也稱為。臺灣叫法與關西相同，但避免與一般的天婦羅產生歧義，臺灣人會直接音譯成甜不辣，以作區別。
關西天婦羅用的是水和麵粉，蔬菜比例高，以熱油炸，時間短；所以關西天婦羅顏色清涼，口味清淡。
臺灣夜市中的天婦羅攤販就是薩摩炸魚餅，即黑輪的一種。

## 料理方式

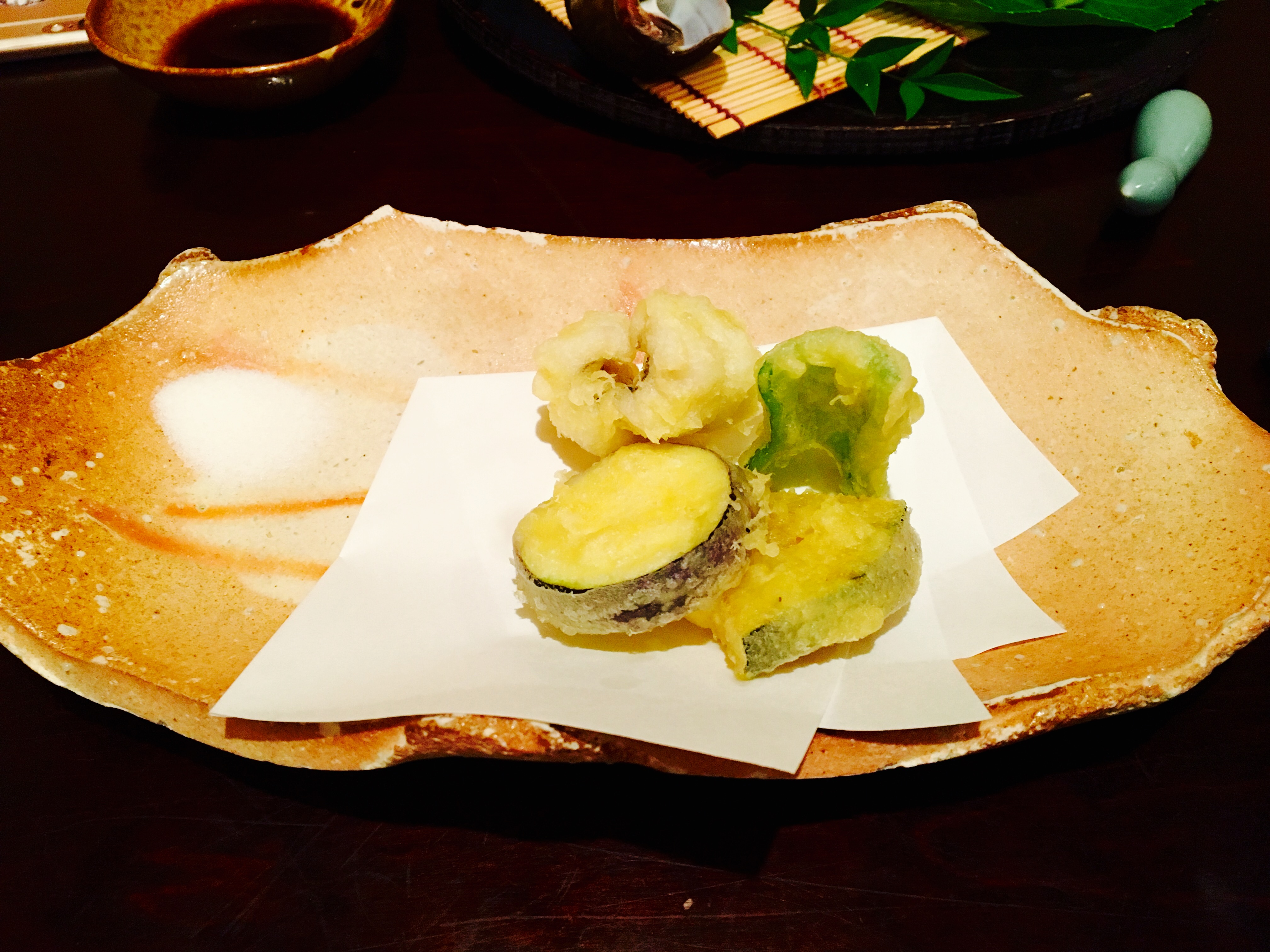
京都一家料亭的海鰻、青椒、茄子与南瓜天婦羅，搭配著鹽。

澱粉漿是用冰水、麵粉、和蛋黄混合而成，廚師會將拌好的粉漿用筷子沾取甩下油鍋做成炸麵衣，測試油溫有無達到標準。揚物做法是将小塊的方便入口的食材先上面粉，再沾澱粉漿，然後熱油炸约2到3分鐘。常見的炸大蝦天婦羅做法可以是將大蝦剝去外殼（只留尾部），用混合澱粉漿將蝦肉裹好，用油炸熟。
常見的用來油炸作成天婦羅的食材有竹筴魚、蝦、墨魚、香菇、番薯、南瓜、菜豆、蔬菜的花、牛蒡、茄子、胡蘿蔔、節瓜、白肉鱼等等。傳統上一般不用來做天婦羅的食材有米和其它穀類，加工處理過的食品，例如豆腐和水果。
在日本關西也被稱為天婦羅的薩摩炸魚餅，只有薄片一種。炸好的天婦羅在吃之前可以撒上些海鹽，或是沾混合酱油，高湯等的調味料。天婦羅一般會再配上磨碎的蘿蔔泥，而且在炸好時要趁熱吃。天婦羅可以和其他菜配合，作成便當，也可以和蕎麥麵一起作早餐。

## 食物變化

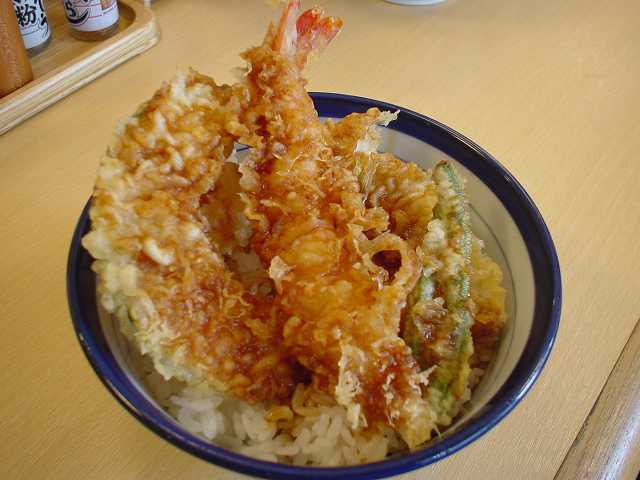
天丼

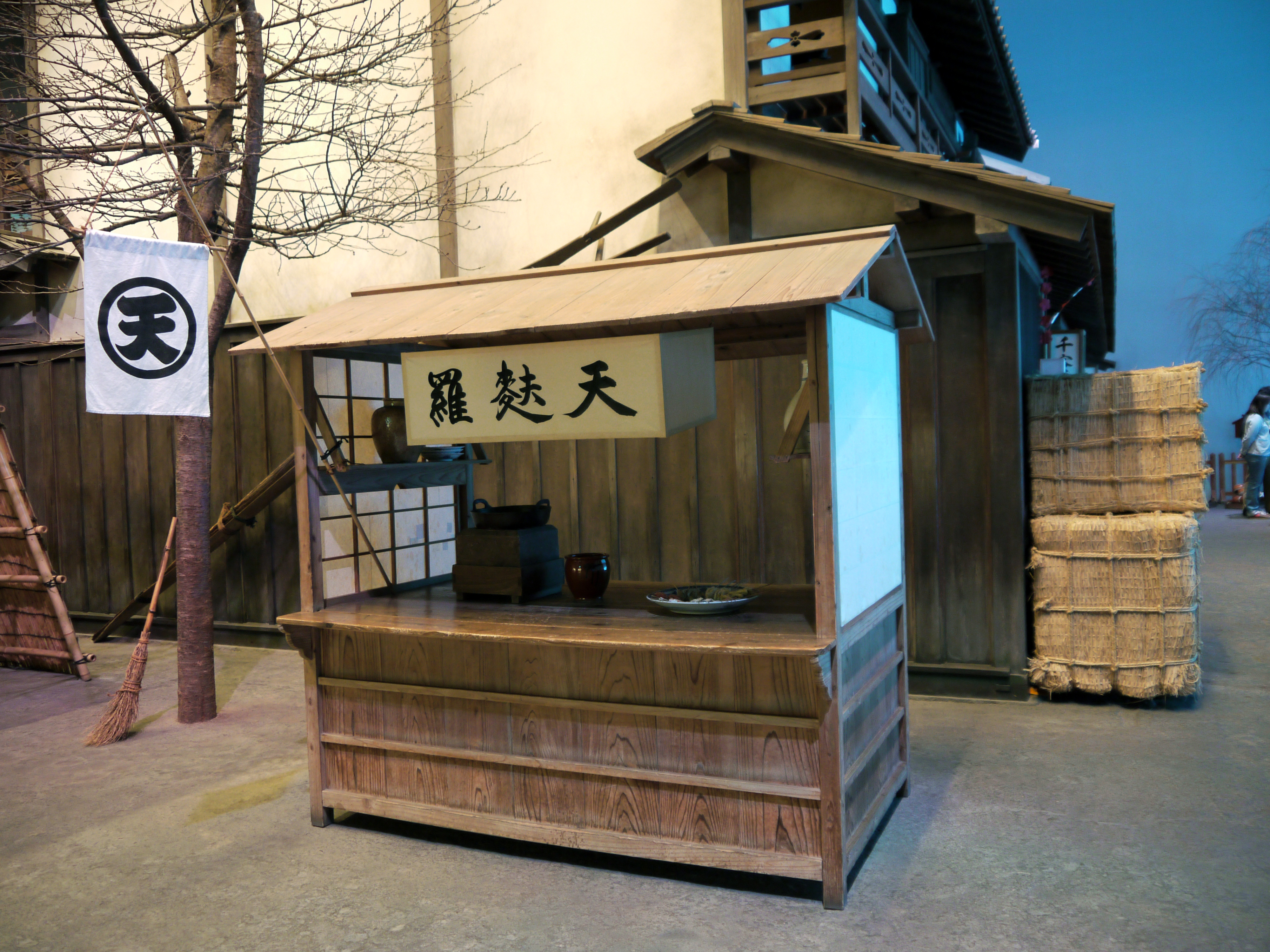
深川江戶資料館中所收藏的江戶後期天婦羅攤販。

在日本關西也被稱為天婦羅的薩摩炸魚餅傳至台灣後，音譯成為甜不辣，成為台灣料理。例如以高湯熬煮的關東煮和以燒烤這兩者最為普遍。
廚師測試油溫做成的天婦羅渣可以當小菜吃，也可以加在烏龍麵上。

## 類似食品
歐洲其他國家有类似料理之道，多用于甜食：以奶油面糊包裹水果（蘋果、香蕉、鳳梨等）或冰淇淋油炸（参见炸冰淇淋、fritter）。葡萄牙的菜園小魚與天婦羅關係最密切。

## 逸事
德川家康的真正死因是胃癌，但也有传说德川家康在听闻一位贸易商人茶屋四郎次郎谈到现在在京都很流行的一种叫做天妇罗的料理之后，感到非常新奇，于是吩咐人做来吃吃看。当时他所吃的是用芝麻油油炸的真鲷，搭配韭菜一起吃。没想到本来肠胃就不好的德川家康，在吃了天妇罗之后，病况恶化，三个月后就去世了。
二战后的冲绳由于食物匮乏，不少人利用美军机油炸制机油天妇罗。